# تپه اسبی داربن ۲
تپه اسبی داربن ۲ در شهرستان مهدیشهر، روستای فولاد محله واقع شده و این اثر در تاریخ ۱۰ دی ۱۳۸۱ با شمارهٔ ثبت ۶۹۵۳ به‌عنوان یکی از آثار ملی ایران به ثبت رسیده است.